# 팔레스타인의 역사
팔레스타인의 역사는 현 이스라엘, 레바논, 팔레스타인 자치 정부 등의 나라가 있는 팔레스타인 지역의 역사를 다룬다. 약 60만 년 전부터 현대까지의 역사를 뜻한다.

## 구석기 시대와신석기 시대(기원전 60만년 - 기원전 4천년)

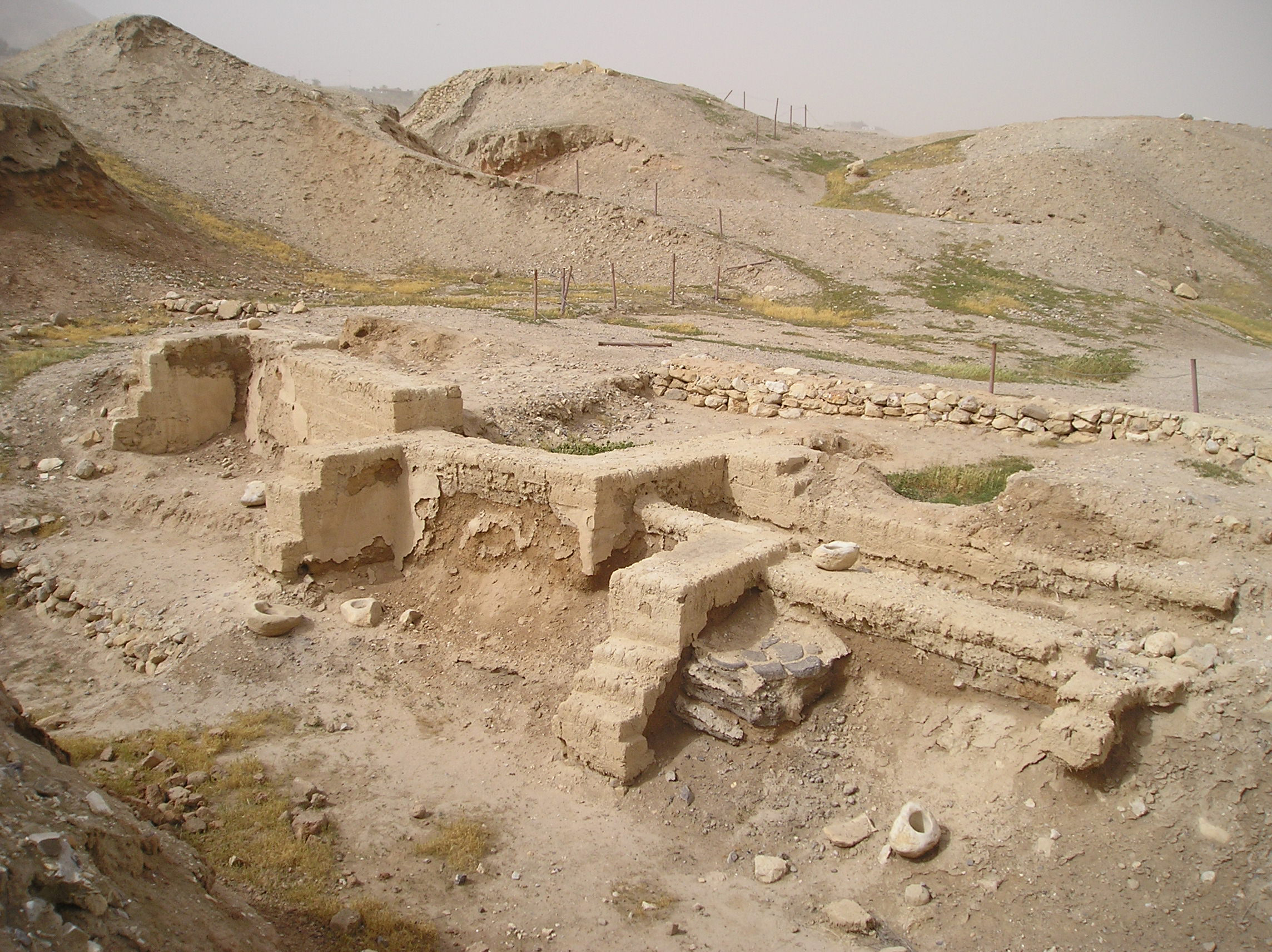
예리코에서 발굴된 주거

갈릴리 호수 근처에서 발굴된 유적에 따르면 대략 60만년 전부터 이 지역에 사람이 살았던 것으로 추정된다. 베들레헴과 라말라에 있는 동굴들에서도 돌, 나무와 동물 뼈다귀로 만든 무기와 도구들이 발견되었는데, 이는 기원전 1만 2,500년에서 1만 200년쯤 존재했던 나투피안 문화의 유적들로, 이 시대의 유적들은 텔 아부 후레이와와 예리코에서도 발견되었다. 기원전 1만년부터 5천년까지 사이에는 농업 공동체가 세워졌다. 예리코에서 발견된 진흙으로 만든 벽돌, 도자기 조각 등 이러한 흔적들이 남아 있다.

## 순동기 시대와청동기 시대
팔레스타인 최초의 도시는 카난인(가나안 사람)들이 세우기 시작했다. 이들은 도시를 보호하기 위해서 진흙벽돌로 만든 성벽을 세웠고, 도시 주변에서 식량을 제공 받았다. 카난인들은 이집트 및 시리아 등 주변지역과 무역을 했으며, 고대 이집트, 시리아, 페니키아 및 메소포타미아 문화의 영향을 받았다.

## 철기 시대(기원전 1200년 - 기원전 330년)
기원전 1,250년 남부 그리스에서 필리시테인(개신교 개역한글성서에서는 블레셋 사람이라고 부른다)들이 왔다. 이들은 팔레스타인에서 살고 있던 사람들에게 마차와 철제 무기들을 소개한 것으로 추정되고, 여러 세대를 거치면서 팔레스타인에서 이미 살고 있던 사람들과 서로 동화되었다.

### 히브리왕국 시대 (기원전 1050년 - 기원전 586년)

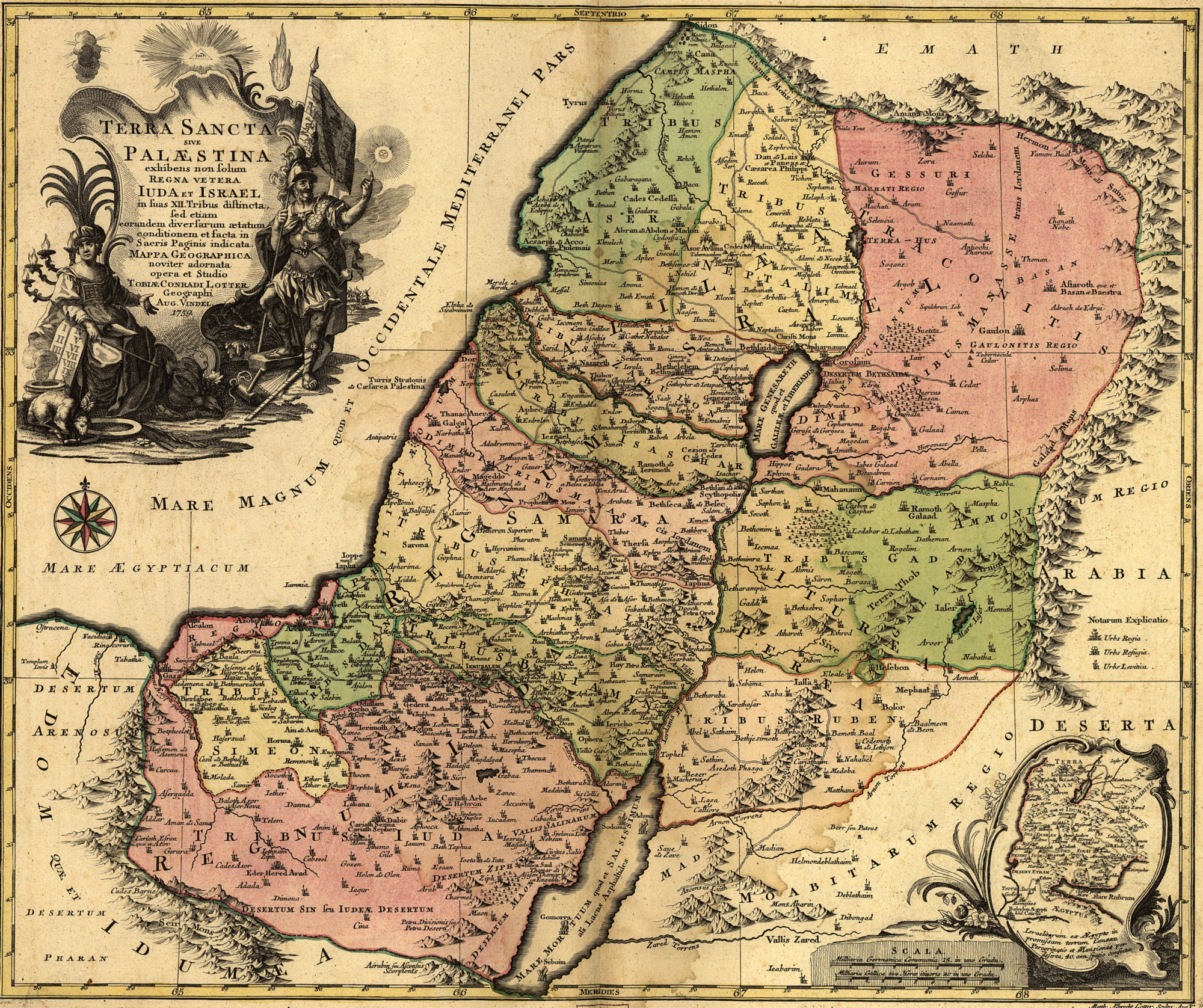
이스라엘의 12부족 사이에 나뉜 성지.

히브리 성서 시대는 기원전 15세기말에서 14세기쯤 시작하는데, 히브리인들이 이집트에서 이주했는지 오래전부터 팔레스타인 지역에 살았었는지는 불확실하다. 히브리 성서에 따르면 히브리 민족은 기원전 1406년에 가나안을 정복했다고 하며,
기원전 1050년 연합 이스라엘 왕국의 사울이 왕국의 첫 왕이 되었다. 기원전 1010년 통일된 이스라엘의 왕이 된 다윗이 예루살렘을 이스라엘의 수도로 하였고, 기원전 970년경에 즉위한 솔로몬 왕이 첫 성전을 지은 것으로 전해진다. 기원전 930년 경 이스라엘은 북 이스라엘과 남 유다로 나뉘었다. 기원전 722년에 사이 북쪽의 이스라엘 왕국이 아시리아에 의해 멸망하였고, 기원전 586년에는 남쪽의 유다 왕국이 바빌로니아에 멸망하였다. 바빌로니아가 유다 왕국을 점령하면서 첫 성전과 예루살렘은 파괴되었고, 남쪽의 히브리인들은 거의 바빌로니아 왕국의 노예가 되었다.

### 페르시아의 지배 (기원전 538년 - 기원전 330년)
페르시아 제국이 팔레스타인 지역을 통치하면서 유대인들은 이 지역으로 돌아올 수 있었다. 페르시아는 약간의 자치를 허락해 이 당시 유대인들은 예루살렘에서 두 번째 성전을 지을 수 있었다. 유대인들 중 일부는 페르시아 제국의 군인이 되었고 나머지는 농업에 종사했다. 기원전 4세기부터 나바테아인들이 네게브에서 따로 문명을 시작해 106년까지 500년 가까이 지속되었다.

## 클래식 시대 (기원전 330년 - 638년)

### 헬레니즘계열 왕국의 지배 (기원전 330년 - 기원전 63년)
알렉산드로스 대왕이 페르시아 제국을 멸망시키면서 팔레스타인은 고대 그리스의 손에 넘어왔다. 이 당시 팔레스타인 지방은 유다로 불렸다. 알렉산스로스 대왕이 죽은 후 그가 점령한 지역은 여러 조각으로 나눠졌는데, 팔레스타인은 프톨레마이오스 왕조와 셀레우코스 제국의 일부가 되었다. 이 시기에 팔레스타인은 빠른 속도의 발전을 이루어 도시 개발 계획으로 튼튼하게 요새화된 도시들이 만들어졌다. 무역과 상업이 왕성하게 이루어졌고 필리시테인의 전통을 흡수한 도자기가 만들어졌다. 기원전 2세기쯤 그리스 문화의 영향으로 유대문화와 그리스의 문화가 융화되기 시작했고, 할례(포경수술)의 흔적을 숨기려는 유대인들도 생겨났다. 이 시기에 고위 성직자들 간의 다툼이 내전으로 이어지기도 했으며, 유대인들에 대한 박해로 마카베오의 반란이 일어나기도 했다.

### 로마 제국의 지배 (기원전 63년 - 638년)

#### 비잔티움천도 이전 (기원전 63년 - 330년)
기원전 63년부터 폼페이우스가 팔레스타인을 지배했지만, 헤로데가 로마에 의해 분봉왕이 되면서 로마 제국의 지배가 강화되기 시작했다. 예수가 태어날 쯤부터 팔레스타인은 혼란에 빠졌고 이후 유대인들과 기독교인들은 박해를 받았는데, 이는 제1차 유대-로마 전쟁의 발단이 되었다. 66년부터 73년까지 계속된 전쟁에서 로마의 황제 티투스는 예루살렘을 점령하고, 통곡의 벽을 제외한 두 번째 성전 전체를 파괴했다. 132년부터 135년까지의 바르 코크바의 반란이 실패한 후, 모든 유대인들은 로마 제국에 의해 예루살렘에서 추방되었고, 일부는 팔레스타인 밖으로 쫓겨났다. 로마 제국은 팔레스타인의 지역명을 유다에서 시리아 팔레스티나로 바꾸었다. 132년 로마의 황제 하드리아누스는 예루살렘의 이름을 아일리아 카피톨리나로 바꾸고 로마신화의 최고신 유피테르를 위한 신전들을 지었다. 그러나, 기독교는 비밀리에 계속되었다.

#### 비잔티움 제국의 지배 (330년 - 638년)
콘스탄티누스 1세가 기독교에 대한 특전을 베풀면서 기독교는 팔레스티나의 공식 종교가 되었다. 이 시기에 예수가 십자가형을 당하고 그 시신이 묻혔다는 곳에 성묘 교회가 지어졌고, 강림교회와 예수 승천 교회도 지어졌다. 352년 유대인들은 또다시 티베리아스에서 반란을 일으켰으나 비잔티움 제국은 잔인하게 진압했다. 390년쯤 팔레스티나는 세 부분으로 나뉘었다.

## 아랍 칼리파의 지배 (638년 - 1516년)

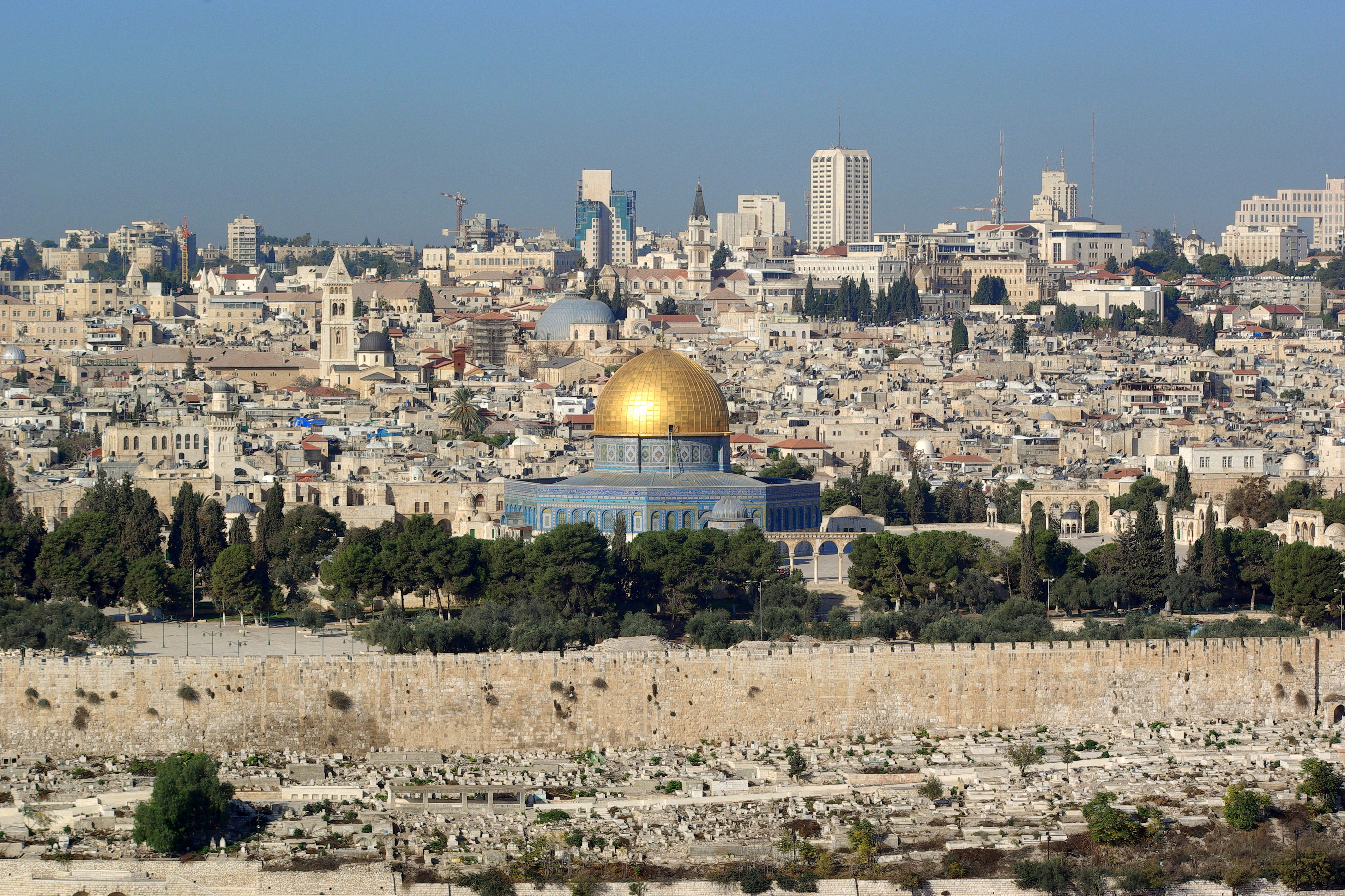

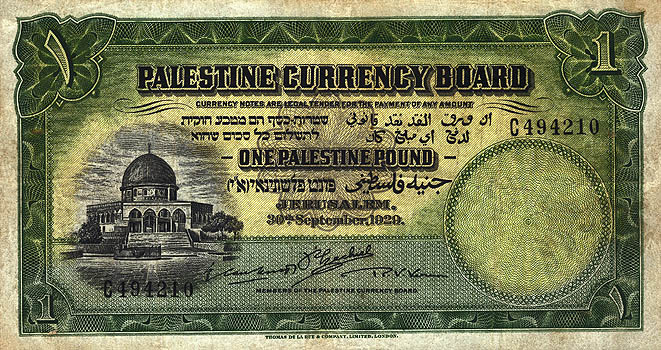

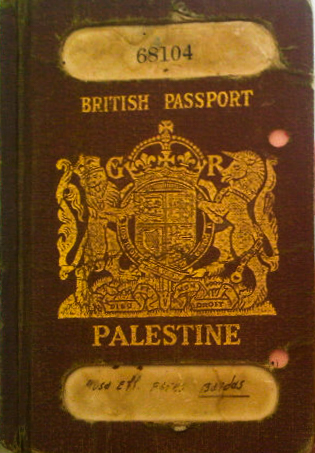

야르무크 전투에서 비잔티움 제국을 격파한 정통 칼리파 아랍 무슬림 세력의 지배가 시작되면서, 유대인들은 로마 제국에 의해 쫓겨난 지 500여년 만에 조건부로 예루살렘으로 돌아올 수 있었다. 우마이야 왕조(661-750년)의 지배 아래 유대인들과 기독교인들은 이슬람교와 유대교, 기독교가 공유하고 있는 공통점을 강조하기 위해 경전의 민족이라고 불렸다. 이 시기에 예루살렘에는 알 악사 모스크(المسجد الاقصى)가 지어졌다.
1099년, 제1차 십자군이 예루살렘을 점령한 뒤 예루살렘 왕국을 수립하였다. 예루살렘 왕국은 100년 가까이 팔레스타인 전역을 통치하였으나, 1187년 이슬람의 영웅 살라흐 앗 딘이 예루살렘을 탈환하였다. 이후 예루살렘 왕국은 아크레와 그 인근 갈릴리 호수 북쪽 지역에서 다시 100여년 동안 명맥을 유지하다가 1291년에 맘루크 왕조에 의해 멸망하였다.

## 오스만 제국의 지배 (1516년 - 1920년)
1516년, 이 지역을 점령한 오스만 제국은 '팔레스타인'이란 명칭을 공식적으로는 사용하지 않았다. 19세기부터 급격히 국력이 쇠하기 시작한 오스만 제국은 제1차 세계 대전 당시 독일 제국, 오스트리아-헝가리 제국과 함께 동맹국으로 참전하여 패전함으로써 현재의 터키를 제외한 중동 지역 대부분을 영국과 프랑스에 내주게 되었다.(세브르 조약)

## 영국의 지배와 제1차 중동전쟁 (1920년 - 1948년)

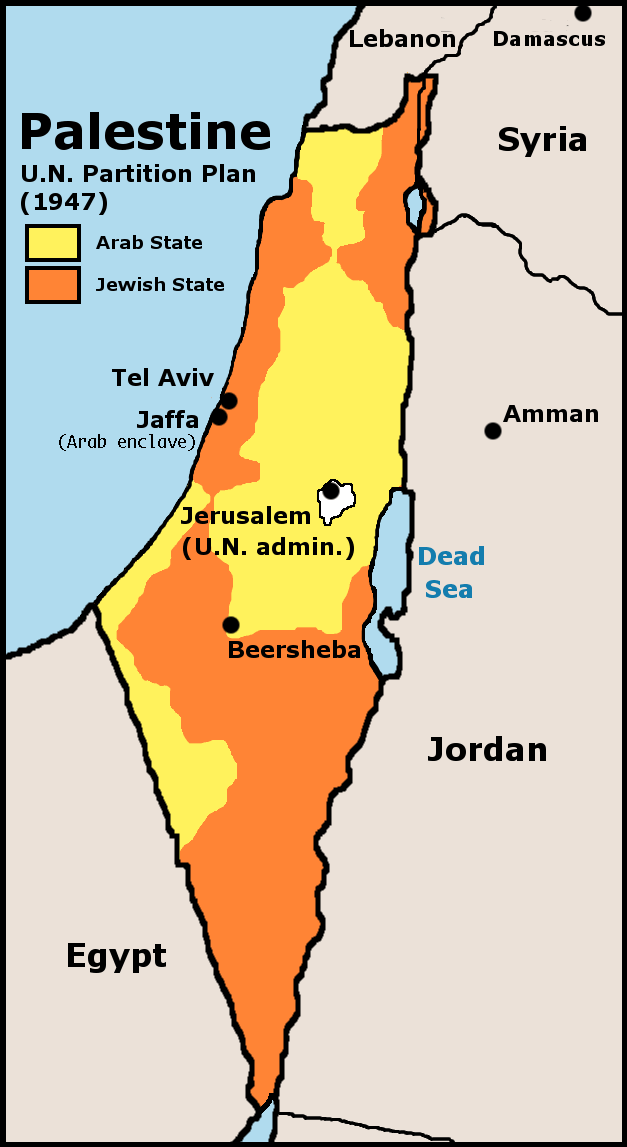
1947년 유엔은 팔레스타인 분할안을 제안하였다.

영국이 이 지역을 통치하면서 팔레스타인이라는 명칭이 공식적으로 다시 쓰이기 시작했고, 영어, 히브리어와 아랍어가 이 지역의 공식 언어가 되었다. 이 당시 팔레스타인은 라파(가자 지구 남부 도시)부터 리타니강(레바논 남부의 강)까지의 지역을 가리켰다. 다만, 네게브 사막(이스라엘 남동부의 사막)은 팔레스타인 지역에 포함되지 않았다. 19세기 말 동유럽에서 시작된 포그롬과 유럽 전체에서 악화된 반유대주의는 시온주의의 발단이 되었다. 이 시기부터 유럽에 살던 유대인들은 팔레스타인 지역으로 귀환하기 시작했다. 나치에 의해 자행된 유대인 대학살은 유대인들의 귀환을 더욱 부채질했다. 유대인들은 민병대를 조직해서 팔레스타인인들과 분쟁을 일으켰다. 영국은 제2차 세계대전 중 시온주의자들을 키프로스에 있는 난민촌 등으로 보내는 등 유대인의 이 지역 이민을 제한하기도 했으나 대체로 아랍인들보다 유대인들과 보다 우호적인 관계에 있었고, 이 지역에 10만명의 군대를 두는 것은 경제적으로 무리였기 때문에 철수를 서둘렀다. 결국 1947년 초 영국 정부는 팔레스타인 통치를 끝내겠다고 선언했고, 팔레스타인의 운명을 유엔에 떠맡겼다.
아랍인들과 유대인들의 사이가 점점 악화되자 1947년 유엔은 주민 투표로 팔레스타인 분할안을 채택했다. 유대인들은 이 결의안을 환영했으나, 아랍인들은 이에 반대하여 예루살렘에서 폭동을 일으키고 유대인 밀집지역을 공격하였다. 1948년 5월 14일 유대인들은 이스라엘의 독립을 선언했고, 다음 날 영국의 통치는 공식적으로 종료되었다. 이스라엘의 독립 선언 후 이집트, 이라크, 요르단, 시리아와 레바논의 공격으로 제1차 중동 전쟁이 시작되었다. 그 결과로 팔레스타인 분할안은 실행되지 않았다.

## 현재

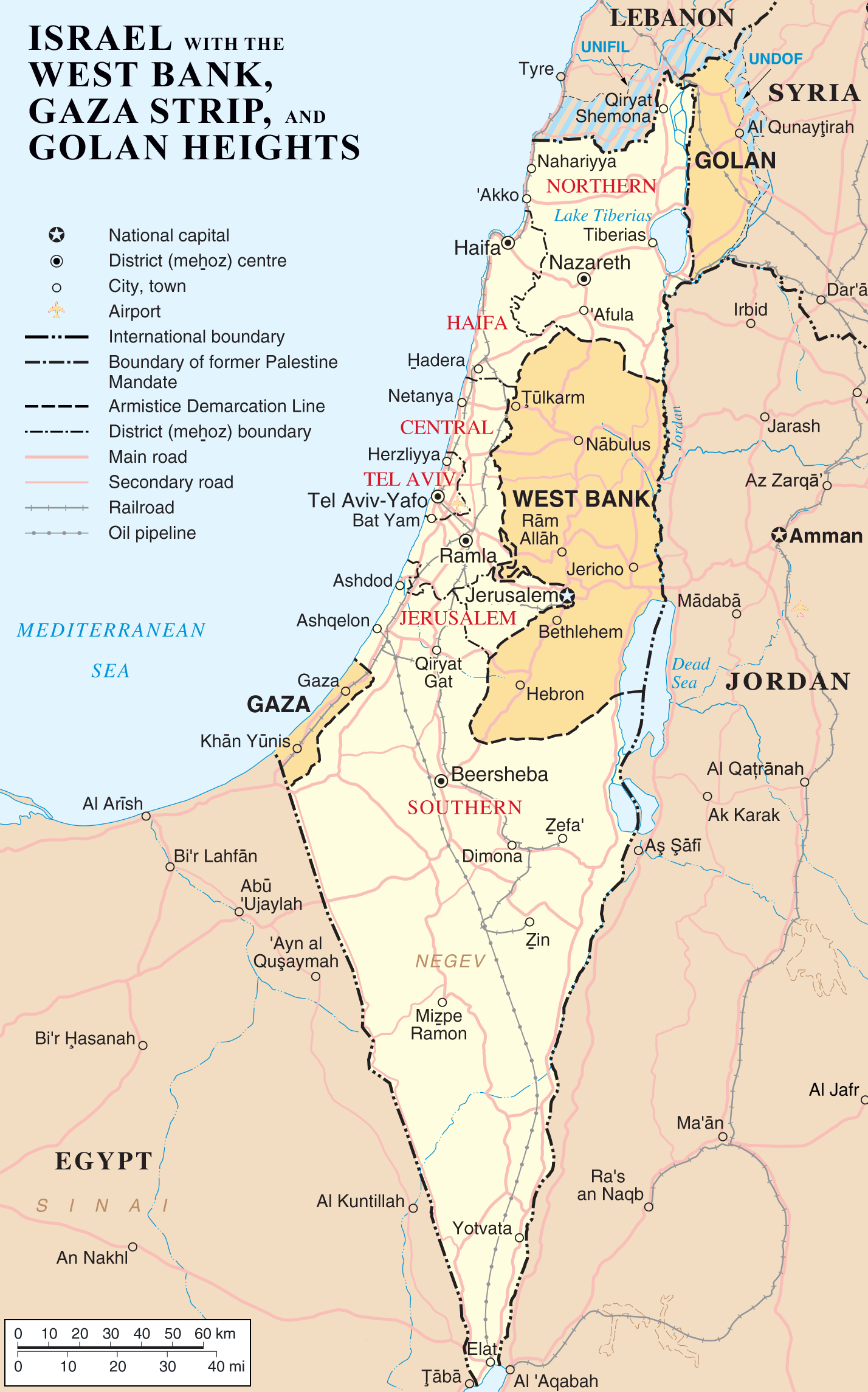
팔레스타인의 현재 모습

1949년 정전협정에 따라 예루살렘은 반으로 나뉘었고, 동예루살렘과 요르단강 서안 지구는 요르단에, 가자 지구는 이집트에 귀속되었다. 제1차 중동 전쟁 때문에 70만명이 넘는 팔레스타인인들이 이스라엘에서 추방당하거나 피난하여 요르단 등 인근 아랍국가로 이주했으며, 무슬림 국가에 거주하던 80만 명의 유대인들 중 대략 60만명이 이스라엘로 이주하고 나머지는 미국이나 유럽으로 이주했다. 이스라엘은 제3차 중동 전쟁(1967년)에서 승리한 뒤 요르단강 서안 지구와 가자 지구를 점령하였다가, 2005년에 가자지구에서 완전 철수했다. 그러나, 요르단강 서안 지구는 현재까지도 이스라엘이 지역의 절반 가량을 점령 중에 있으며, 1993년부터 팔레스타인 자치 정부가 존재한다. 이 지역에서 이스라엘 정부는 유대인 정착촌 확대와 8m 높이의 분리 장벽 설치를 강행해 국제적 비난을 받고 있다.

## 같이 보기
- 이스라엘의 역사